# Efter brylluppet
Efter brylluppet (traduïda a l'anglès per After the Wedding, traducció literal en català Després del casament) és un drama danès de 2006 dirigida per la cineasta Susanne Bier i amb Mads Mikkelsen i Sidse Babett Knudsen com a actors principals. El 2007 va estar nominada a l'Oscar a la millor pel·lícula de parla no anglesa.

## Argument
Jacob és un danès que està a càrrec d'un orfenat que afronta seriosos problemes econòmics en l'Índia. Té una molt bona relació amb els nens del lloc, especialment amb un nen en particular, anomenat Pramod. Jorgen, un multimilionari home de negocis danès, li demana a Jacob que viatgi a Copenhaguen per rebre una donació per a l'orfenat. Quan es troben, Jorgen el convida al casament de la seva filla Anna, que tindrà lloc l'endemà.
En la cerimònia, Jacob s'adona que l'esposa de Jorgen i mare d'Anna, Helene, és una antiga promesa seva. Quan en el seu discurs, Anna diu que Jorgen no és el seu pare biològic, Jacob comença a sospitar que Anna podria ser la seva filla. Aquesta sospita és confirmada per Helene l'endemà.
Per poder rebre la donació, Jorgen li diu a Jacob que ha de deixar l'Índia i mudar-se a Dinamarca. Jacob surt enutjat de la reunió per la nova imposició i Jorgen tracta de detenir-lo explicant-li que té una malaltia terminal irreversible. Jacob s'adona que tot no ha estat una gran casualitat sinó que Jorgen ha planejat la situació perquè Jacob quedi a cura de Helene, Anne i els bessons Morten i Martin, fills de Helene i Jorgen.
Anne troba al seu flamant espòs enganyant-la amb una altra dona i ella va molt angoixada a refugiar-se amb Jacob. Ell s'adona que la seva filla i Helene el necessitaran i decideix acceptar l'oferta de Jorgen.
Finalment, Jorgen mor i Jacob visita l'Índia on veu que les coses en l'orfenat estan marxant molt bé. Jacob li pregunta a Pramod si li agradaria anar-se'n a viure amb ell a Dinamarca, però Pramod decideix quedar-se a l'Índia.